# El diván
El diván es un dibujo a carboncillo, pastel y lápices de colores sobre papel realizado por Pablo Picasso alrededor del año 1899 y que forma parte de la colección del Museo Picasso de Barcelona. El dibujo fue adquirido en 1932 a la colección de Lluís Plandiura. Se encuentra firmado en el ángulo inferior derecho como: «P. Ruiz Picasso.»

## Descripción
El diván representa una escena habitual de los locales nocturnos, tabernas y burdeles de la Barcelona de finales del siglo XIX, en el antes denominado «barrio chino» de la ciudad, que Picasso conoció bien.
Los personajes apenas muestran sus rostros, mientras que el mundo de los objetos aparece claramente delimitado por líneas gruesas de trazo fuerte y seguro, como si quisiera remarcar su presencia en conjunto. Así, la mesa se independiza, al situarse con precisión en un primer plano y ocultar de manera fragmentaria a la pareja.
Al fondo destacan dos cuadros, y en uno de ellos se observa un desnudo femenino, que quiere señalar la naturaleza
prostibularia del local. Casi oculta entre líneas gruesas, hay una figura que volverá a aparecer en la obra picassiana: la celestina. Aunque el centro de la composición es la pareja en actitud amorosa en el sofá, es la vieja alcahueta de mirada inquisitiva quien crea realmente la tensión dramática y acentúa el expresionismo de la escena.
De este personaje de la tradición literaria española, «la celestina», se encuentran en el museo algunos dibujos de los años 1897, 1898 y 1901. Este personaje también ocupará una obra muy importante de la época azul, que se
encuentra en el museo Picasso de París, y en 1968 Picasso realizó un conjunto de grabados dedicados a La Celestina.
Hay que remarcar la utilización de tonos anaranjados, que sobresalen en el fondo verdoso de la pared y que ayudan a dar importancia al conjunto de la escena. La obra, impregnada aún del impresionismo autóctono del pintor catalán Isidre Nonell, preludia los dibujos que Picasso hizo pronto en París.